# Che sarà (BZN)
Che sarà is een nummer van de Volendamse band BZN uit 1992.
Het lied heeft een grotendeels Engelstalige tekst en was de enige single van het album Rhythm of my Heart. De single stond acht weken in de Nederlandse Top 40, waar het de tiende plaats behaalde.